# Пожега (Хрватска)
Пожега је град у Хрватској и административно средиште Пожешко-славонске жупаније. Према резултатима пописа из 2021. у граду је живело 22.294 становника, а у самом насељу је живело 16.867 становника.
Пожега се налази у средишту плодне долине у средишњој Славонији. Од 1921. до 1991. године, град је носио име Славонска Пожега, јер је истоимени назив носио и град у Србији.

## Историја
У доба античког Рима звана је Vallis aurea (Златна долина). Од 13. века средиште је Пожешке жупаније, која није припадала Бановини Славонији, већ ужој Угарској. око 1250-1255, град је био у власништву Матилде, удовице сремског господара Јована Анђела.
Под османску власт је потпала око 1536. године, а потом постаје седиште Пожешког санџака. За православне Србе на тим просторима формирана је Пожешка епархија, која је била у саставу Српске патријаршије, а епархијско седиште се налазило у оближњем српском православном манастиру Ораховици.
Пожега је ослобођена 1688. године и од тада се налази у саставу Хабзбуршке монархије. Обновом Пожешке жупаније (1745) постаје део Краљевине Славоније. Историјско језгро Пожеге развија се током 18. века у доба касног барока. Гимназија која је основана 1699. године прераста 1754-1773. године у пожешку академију (вишу гимназију).
Пожега је постала "Краљевска варош" 1767. године, када је у њој живело 2250 становника.
Покренут је 1862. године у Пожеги политички лист "Славонац".
Више старих цркава, међу којима је и Св. Духа, за Турака је претворено у џамије. Посебно складно делује градски трг; Градски музеј са богатим збиркама.  Североисточно од Пожеге се налази Кутјево познато по виноградима, старом винском подруму и висококвалитетним винима.
Од 1997. године седиште је новоформиране римокатоличке Пожешке бискупије.
- Пожешки санџак, 1606.
- Приказ Пожеге из 1880.
- Бискупска палата
- Српски православни храм Св. Ђорђа у Пожеги

## Културна историја Срба у Пожеги
Гостовала је у Пожеги "Дружина србског народног позоришта" током октобра и новембра 1864. године. Репертоар је чинило двадесетак представа, међу којима су биле заступљене и националне теме попут:"Бој на Косову", Сеоба Србаља", "Зидање Раванице", "Немања", "Сан Краљевића Марка" и др. Одазвала се у великом броју публика "свих сталежа", па је било зараде. Организацију су поднели мештани Антун Ковачевић фишкал и Ђорђе Илић трговац.
Велики српски добротвор Петар Коњевић из Пожеге, оставио је за просветне циљеве српског народа 30.000 ф.
Пожега је била 1885. године место у Пакрачком изборном срезу за српски црквено-народни сабор у Карловцима. У њему је тада пописано 1219 православних становника.
Срби из Пожеге су 1895. године купили 266 акција Српске банке из Загреба.

## Други светски рат
У првој половини августа 1942. из Славонске Пожеге и среза похапшено је више од 1000 лица, жена и деце и послато у логоре Јасеновац и Стару Градишку.
У срезу Славонска Пожега, људи су одвођени и дању и ноћу у усташке затворе, али су само ноћу саслушавани и страшно мучени. После саслушања неке су остављали у затвору, да би их и у наредним ноћима стављали на муке, а потом испребијане и измучене пуштали кућама. Неки су, пак после мучења одводили у оближње поље или у шуму и ту их убијали. По причању другог свештеника из истог среза над Србима је одмах почео "незапамћен терор". И по дану и по ноћи усташе су тукли, мучили, пљачкали и убијали Србе. "Нико није био сигуран. Свештеницима је забрањивано свако чинодејство. Једне ноћи су и мене напали. Претресли су ми кућу, тобоже тражећи оружје, и оптужили ме да сам пуцао у сопствени радио-апарат када је Павелић говорио при оснивању хрватске државе, иако је апарат био потпуно неоштећен. У мојој парохији било је око сто усташа, који су одмах предузели читаву хајку на Србе. И људи и жене и деца морали су бежати готово сваког дана из куће у шуму и сакривали се. Тог дана у мојој парохији погинуло је 14 Срба, а многи су премлаћени да никада оздравити неће. Пуцало се и убијало свуда".
У местима и селима славонско-пожешког среза Срби су морали око руке да носе траку са натписом „православац“.
У Загребу је издата наредба да се Срби на улици могу кретати само између 8 и 18 часова, доцније је та наредба проширена и на Јевреје, а слобода кретања проширена од 6 до 21 час увече. Затим је наређено да се сви Срби и Јевреји иселе из центра Загреба на периферију, где им је било одређено место за становање. Загребачким Србима је још наређено да као и Јевреји носе траку око руке, и то белу са натписом „православац“. Овакву наредбу је издао још раније усташки стан у Славонској Пожеги.
У јулу 1941. У славонско-пожешком срезу спаљена су села; Пасиковци, Црљенци и Потераћ.
Православну цркву у Славонској Пожеги пошто је порушен црквени торањ, црква је претворена у касапницу.
У славонско-пожешком срезу порушене су цркве у Трештановцима, Болмачи, Чачавцу, Славонској Пожеги и Смољановцима.
Свештеника Данила Ђуђуна усташе су нашле у возу између Славонске Пожеге и Новске заједно са војницима. Чим су га приметили почели су га исмевати, чупали му браду, говорити му срамне и погрдне речи и тући га. Затим су наредили да се никуда из вагона не сме маћи.

## Становништво

### Попис 2011.
По попису становништва из 2001. године, Град Пожега је имао 26.248 становника, од чега је у самој Пожеги живело 19.506 становника.

### Попис 2001.
По попису становништва из 2001. године, Град Пожега је имао 28.201 становника, од чега је у самој Пожеги живело 20.943 становника.

### Попис 1991.
По попису становништва из 1991. године, општина Славонска Пожега је имала 71.745 становника, распоређених у 209 насељених места.
| година пописа | укупно | Хрвати          | Срби            | Југословени   | остали        |
| ------------- | ------ | --------------- | --------------- | ------------- | ------------- |
| 1991.         | 71.745 | 57.277 (79,83%) | 9.759 (13,60%)  | 1.546 (2,15%) | 3.163 (4,40%) |
| 1981.         | 71.286 | 53.305 (74,77%) | 9.557 (13,40%)  | 5.894 (8,26%) | 2.530 (3,54%) |
| 1971.         | 73.071 | 56.538 (77,37%) | 13.387 (18,32%) | 1.101 (1,50%) | 2.045 (2,79%) |

Бивша велика општина Славонска Пожега је новом територијалном организацијом у Хрватској укинута и формирани су Градови: Пожега, Кутјево и Плетерница и општине: Брестовац, Велика, Јакшић, Каптол и Чаглин.

### Славонска Пожега (насељено место), национални састав
| Националност       | 1991.           | 1981.           | 1971.           |
| Хрвати             | 15.862 (75,36%) | 13.764 (69,28%) | 13.548 (74,50%) |
| Срби               | 3.130 (14,87%)  | 2.483 (12,49%)  | 3.350 (18,42%)  |
| Југословени        | 870 (4,13%)     | 2.920 (14,69%)  | 634 (3,48%)     |
| остали и непознато | 1.184 (5,62%)   | 700 (3,52%)     | 652 (3,58%)     |
| Укупно             | 21.046          | 19.867          | 18.184          |

## Попис 1991.
На попису становништва 1991. године, насељено место Славонска Пожега је имало 21.046 становника, следећег националног састава:
| Попис 1991.‍    | Попис 1991.‍  | Попис 1991.‍ | Попис 1991.‍ | Попис 1991.‍ |
| -------------- | ------------ | ----------- | ----------- | ----------- |
|                |              |             |             |             |
| Хрвати         | Хрвати       |             | 15.862      | 75,36%      |
| Срби           | Срби         |             | 3.130       | 14,87%      |
| Југословени    | Југословени  |             | 870         | 4,13%       |
| Чеси           | Чеси         |             | 65          | 0,30%       |
| Муслимани      | Муслимани    |             | 56          | 0,26%       |
| Македонци      | Македонци    |             | 48          | 0,22%       |
| Словенци       | Словенци     |             | 39          | 0,18%       |
| Црногорци      | Црногорци    |             | 37          | 0,17%       |
| Албанци        | Албанци      |             | 31          | 0,14%       |
| Мађари         | Мађари       |             | 27          | 0,12%       |
| Италијани      | Италијани    |             | 21          | 0,09%       |
| Немци          | Немци        |             | 17          | 0,08%       |
| Словаци        | Словаци      |             | 15          | 0,07%       |
| Пољаци         | Пољаци       |             | 10          | 0,04%       |
| Русини         | Русини       |             | 10          | 0,04%       |
| Руси           | Руси         |             | 4           | 0,01%       |
| Аустријанци    | Аустријанци  |             | 3           | 0,01%       |
| Бугари         | Бугари       |             | 1           | 0,00%       |
| Грци           | Грци         |             | 1           | 0,00%       |
| Јевреји        | Јевреји      |             | 1           | 0,00%       |
| Украјинци      | Украјинци    |             | 1           | 0,00%       |
| остали         | остали       |             | 11          | 0,05%       |
| неопредељени   | неопредељени |             | 458         | 2,17%       |
| регион. опр.   | регион. опр. |             | 31          | 0,14%       |
| непознато      | непознато    |             | 297         | 1,41%       |
| укупно: 21.046 |              |             |             |             |

## Познате личности
- Предраг Стојаковић, кошаркаш (НБА)
- Добриша Цесарић, писац
- Борис Ханжековић, атлетичар
- Срђан Будисављевић, адвокат и политичар
- Инес Бојанић, глумица
- Станка Стјепановић, професор права